# Ghislaine Dommanget
Ghislaine Dommanget (Reims, 13 de octubre de 1900 - Neuilly-sur-Seine, 30 de abril de 1991) fue una actriz y comediante francesa que al casarse se convirtió en la Princesa Ghislaine de Mónaco (princesse Ghislaine de Monaco, princesse douairière de Monaco).

## Biografía

### Nacimiento
Ghislaine Dommanget nació el 13 de octubre de 1900 en Reims (Francia) siendo hija del coronel Robert Joseph Dommanget (1867-1957) y de Marie Louise Meunier (1874-1960), fue princesa de Mónaco entre 1946 y 1949.

### Trabajo como actriz
Dio sus primeros pasos en el teatro junto a Sarah Bernhardt, integró la Comédie-Française y conoció en una gira de la compañía al que se convertiría en su marido, el príncipe de Mónaco.

## Matrimonios y descendencia

### Paul Diey

#### Boda
Se casó el 17 de julio de 1923 con Paul Diey (1863-1931) en París. Años después se divorciaron.

### André Brulé

#### Boda
Posteriormente se casa con el actor André Brulé (1879-1953). Con posterioridad, se divorciaron.

#### Hijo
- Jean Gabriel Brulé (1934-).

### Luis II de Mónaco

#### Boda
El 24 de julio de 1946 se casa con  Luis II de Mónaco (1870-1949), príncipe de Mónaco; fue la primera consorte no perteneciente a la aristocracia en entrar a formar parte de la familia Grimaldi, y también la primera en no aportar dote al matrimonio.

## Princesa viuda de Mónaco
A la muerte del príncipe, en 1949, con la ascensión de Raniero III, se convirtió en la Princesa viuda de Mónaco, título que llevó hasta su muerte.
Regresa a la escena en 1958 con Madame Avril (1958), L'Aiglon (1959), Fleur de petit pois (1960) y luego se retira a París, donde escribe sus memorias dedicadas a la esposa de su nieto, la Princesa de Mónaco, Grace Kelly: "Sois princesse"... dit-il.

## Trabajos publicados
- "Sois princesse"... dit-il. Editorial Hachette (Évreux, imprenta Labadie). Año: 1964. Páginas: 253.[1]

## Títulos y estilos
- Srta. Ghislaine Dommanget.
- Sra. de Paul Diey.
- Srta. Ghislaine Diey.
- Sra. de André Brulé.
- Srta. Ghislaine Brulé.
- Su Alteza Serenísima La Princesa de Mónaco.
- Su Alteza Serenísima La Princesa viuda de Mónaco.

## Distinciones honoríficas

### Distinciones honoríficas monegascas
- Dama Gran Cruz de la Orden de San Carlos (24/10/1946).[2][3]

### Distinciones honoríficas extranjeras
- Caballero de la Orden de la Legión de Honor (República Francesa, 25/06/1947).[4]
- Medalla Benemerenti (Ciudad del Vaticano, 08/01/1948).[5]
- Comandante de la Orden de la Salud Pública (República Francesa, 14/07/1948).[6]

| Predecesor: Marie Alice Heine | Princesa consorte de Mónaco 24 de julio de 1946 – 9 de mayo de 1949 | Sucesor: Grace Kelly |